# Тушная Гора
Тушная Гора — деревня в Вашкинском районе Вологодской области.
Входит в состав Киснемского сельского поселения, с точки зрения административно-территориального деления — в Киснемский сельсовет.
Расстояние по автодороге до районного центра Липина Бора — 31 км, до центра муниципального образования села Троицкое — 7 км. Ближайшие населённые пункты — Иевлево, Малеево, Щаново.
По переписи 2002 года население — 8 человек.

Ансамбль деревни Тушная Гора является памятником архитектуры, также статус памятника архитектуры иммет жилой дом А. Т. Рябчиковой